# Susiec
Susiec is een dorp in het Poolse woiwodschap Lublin, in het district Tomaszowski (Lublin). De plaats maakt deel uit van de gemeente Susiec.